# RMS Celtic
RMS Celtic là một tàu biển thuộc sở hữu của White Star Line. Con tàu đầu tiên lớn hơn SS Great Eastern bằng tổng trọng tải đăng ký (nó cũng dài hơn 9 feet (2,7 m)), Celtic là chiếc đầu tiên trong bộ tứ tàu hơn 20.000 tấn, được đặt tên là The Big Four. [3]
Celtic được hạ thủy vào ngày 4 tháng 4 năm 1901 từ các nhà máy đóng tàu Harland và Wolff ở Belfast, và bắt đầu chuyến đi đầu tiên từ Liverpool đến Thành phố New York vào ngày 26 tháng 7 năm 1901.

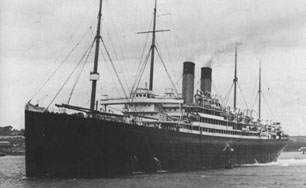
Con tàu RMS Celtic

Cô và ba con tàu khác (RMS Cedric, RMS Baltic, RMS Adriatic) của mình tỏ ra vô cùng nổi tiếng với khách du lịch, đặc biệt là người nhập cư. Trong Cuộc chiến tỷ lệ khét tiếng năm 1904, cô đã lập kỷ lục về số lượng hành khách cao nhất trong một lần vượt biển trong lịch sử của White Star. Cô đến New York vào ngày 16 tháng 9 đã đặt đầy đủ với 2.957 hành khách trên tàu.
Vào đầu Thế chiến thứ nhất, Celtic đã được chuyển đổi thành một tàu tuần dương thương mại vũ trang; tuy nhiên vì con tàu có mức tiêu thụ nhiên liệu cao, người ta đã quyết định chuyển đổi cô thành một con tàu quân đội vào tháng 1 năm 1916 khi cô được sử dụng để chở lính đến Ai Cập. Cô được đưa trở lại trên con đường xuyên Đại Tây Dương vào tháng 3 năm 1916.
Sau chiến tranh, Celtic đã tham gia vào hai vụ va chạm. Vụ việc đầu tiên xảy ra vào năm 1925 khi đang ở Mersey, khi cô vô tình đâm vào tàu Coast Line Line ở bờ biển Hampshire. Cả hai tàu chỉ bị thiệt hại nhỏ. Vụ va chạm thứ hai diễn ra vào ngày 29 tháng 1 năm 1927, khi Celtic bị tàn phá trong sương mù dày đặc bởi Anaconda của American Diamond Lines ngoài khơi Đảo Lửa. [4] [5]
Đầu ngày 10 tháng 12 năm 1928, [6] Celtic bị mắc kẹt trên những tảng đá Cow và Calf, liền kề Roches Point khi cô đến gần Cobh với hơn 200 hành khách trên tàu. Tàu cứu sinh Garcoc T.P.Hearne 2, cùng với tàu kéo, một tàu khu trục và các đội cứu hộ địa phương, đã đến. Đấu thầu từ Cobh đã từ chối hành khách. [7] Bảy ngàn tấn hàng hóa bị phân tán. Một đội cứu hộ từ Cox và Danks đã được cung cấp để cố gắng phục hồi, nhưng một số người đàn ông đã chết sau khi bị giữ bằng ngũ cốc và ngập trong nước biển được tìm thấy có đầy khói độc; do lỗi cấu trúc, nó đã bị đánh giá là con tàu không thể di chuyển hoặc trục vớt được, và đã bị bỏ rơi cho công ty bảo hiểm đã tuyên bố con tàu là một tổn thất toàn diện.1929 Celtic đã bị kéo đến bãi phế liệu và bị dỡ bỏ hoàn toàn cho bãi phế liệu vào năm 1933. [8]